# 1502 az irodalomban
Az 1502. év az irodalomban.

## Új művek
- Conrad Celtes latin nyelvű versciklusa (Nürnberg): Quattuor libri amorum (A szerelem négy könyve).
- Ambrosius Calepinus (Ambrogio Calepino) szótárának első kiadása (Reggio).

## Halálozások
- tavasz – Antonio Bonfini itáliai humanista, Magyarországon tevékenykedő történetíró (* 1427 vagy 1434)